# Fama (4.ª temporada)
A quarta temporada do Fama foi exibida entre 16 de julho e 17 de setembro de 2005 pela Rede Globo em dez programas. Foi apresentada por Angélica e dirigido por Carlos Magalhães, tendo como jurados Carlos Magalhães, Guto Graça Mello e Liliane Secco.
Fábio Souza foi coroado como vencedor da temporada com 46% dos votos; Evelyn Castro ficou em segundo lugar com 42% dos votos; já Shirle de Moraes finalizou em terceiro com 12%.

## Produção
Pela primeira vez as inscrições puderam ser feitas também pela internet. Diferente das edições anteriores, as audições presenciais não ocorreram nos Estúdios Globo, mas sim quatro capitais: os selecionados do sudeste compareceram em São Paulo, os do nordeste em Recife, do norte e centro-oeste em Brasília e do sul em Porto Alegre. Após três fases de seletivas, os 40 pré-aprovados – dez de cada capital correspondente – se apresentaram em uma última etapa em formato de show aberto ao público e transmitida ao vivo em 11 de julho de 2005. Angélica comandou as apresentações dos dez concorrentes do sudeste no Memorial da América Latina; Ana Furtado apresentou os do nordeste na Universidade Federal de Pernambuco; Renata Ceribelli ficou responsável pelo show dos candidatos do norte e centro-oeste no Teatro Villa-Lobos de Brasília; já Fernanda Lima transmitiu os sulistas diretamente da Pontifícia Universidade Católica do Rio Grande do Sul.
Entre os 14 escolhidos para o programa estiveram três do sul, nordeste e norte/centro-oeste e cinco do sudeste. O programa voltou a contar com um corpo de jurados – na temporada anterior o cargo havia sido extingo – formato por Carlos Magalhães, Guto Graça Mello e Luciana Mello, que davam conselhos sobre as apresentações e escolhiam quem seria imunizado em cada semana, embora o poder de decisão das duas piores apresentações que iriam para a berlinda continuasse nas mãos do público.

## Participantes
| Participante        | Idade   | Situação                                |
| ------------------- | ------- | --------------------------------------- |
| Fábio Souza         | 26 anos | Vencedor em 17 de setembro de 2005      |
| Evelyn Castro       | 24 anos | 2º lugar em 17 de setembro de 2005      |
| Shirle de Moraes    | 27 anos | 3º lugar em 17 de setembro de 2005      |
| Cassiano Paim       | 24 anos | 11º eliminado em 10 de setembro de 2005 |
| Cynthia Pampolha    | 27 anos | 10ª eliminada em 10 de setembro de 2005 |
| Marcos Teixeira     | 27 anos | 9º eliminado em 10 de setembro de 2005  |
| Itauana Ciribelli   | 24 anos | 8ª eliminada em 10 de setembro de 2005  |
| Tiago Gaspar        | 22 anos | 7º eliminado em 3 de setembro de 2005   |
| Thales Junior       | 20 anos | 6º eliminado em 27 de agosto de 2005    |
| Verônica Bonfim     | 30 anos | 5ª eliminada em 20 de agosto de 2005    |
| Angelita Furtado    | 27 anos | 4ª eliminada em 13 de agosto de 2005    |
| Letícia de Oliveira | 29 anos | 3ª eliminada em 6 de agosto de 2005     |
| André Cavalcanti    | 29 anos | 2º eliminado em 30 de julho de 2005     |
| Priscila Barucci    | 29 anos | 1ª eliminada em 23 de julho de 2005     |

## Apresentações ao vivo

### Semana 1 (16 de julho de 2005)
| Participante(s)     | Música                                             | Resultado     |
| ------------------- | -------------------------------------------------- | ------------- |
| Priscila Barucci    | "Comitiva Esperança" (Sérgio Reis)                 | Zona de risco |
| Shirle de Moraes    | "Rosa Morena" (Elis Regina)                        |               |
| André Cavalcanti    | "Camila" (Nenhum de Nós)                           | Zona de risco |
| Evelyn Castro       | "Ficar com Você" (Patricia Marx)                   |               |
| Fábio Souza         | "Bem Simples" (Roupa Nova)                         |               |
| Angelita Furtado    | "Tocando em Frente" (Maria Bethânia)               |               |
| Cassiano Paim       | "Nenhum Dia" (Djavan)                              |               |
| Cynthia Pampolha    | "Uma Noite e Meia" (Marina Lima)                   |               |
| Marcos Teixeira     | "Me Deixa" (O Rappa)                               |               |
| Thales Junior       | "O Vento" (Jota Quest)                             |               |
| Itauana Ciribelli   | "Sorri" (Djavan)                                   |               |
| Letícia de Oliveira | "Aviso aos Navegantes (SOS Solidão)" (Lulu Santos) |               |
| Tiago Gaspar        | "Não Aprendi a Dizer Adeus" (Leandro & Leonardo)   |               |
| Verônica Bonfim     | "Tigresa" (Caetano Veloso)                         |               |

### Semana 2 (23 de julho de 2005)
| Participante(s)                          | Música                                                | Resultado                                |
| Duelo – Menos votados na semana anterior | Duelo – Menos votados na semana anterior              | Duelo – Menos votados na semana anterior |
| ---------------------------------------- | ----------------------------------------------------- | ---------------------------------------- |
| André Cavalcanti                         | "Só Vou Gostar de Quem Gosta de Mim" (Caetano Veloso) |                                          |
| Priscila Barucci                         | "Só Vou Gostar de Quem Gosta de Mim" (Caetano Veloso) | Eliminada                                |
| Apresentações individuais                |                                                       |                                          |
| Fábio Souza                              | "Alma Gêmea" (Fábio Júnior)                           | Imunizado                                |
| Thales Junior                            | "Por Que Não Eu?" (Kid Abelha)                        |                                          |
| Evelyn Castro                            | "Vapor Barato" (Gal Costa)                            |                                          |
| Marcos Teixeira                          | "O Amanhã" (Detonautas Roque Clube)                   |                                          |
| Cynthia Pampolha                         | "Teto de Vidro" (Pitty)                               | Zona de risco                            |
| Shirle de Moraes                         | "Baby" (Os Mutantes)                                  |                                          |
| Tiago Gaspar                             | "Na Sola da Bota" (Rionegro & Solimões)               |                                          |
| Letícia de Oliveira                      | "Feitiço da Vila" (Noel Rosa)                         |                                          |
| Itauana Ciribelli                        | "Um Sonho de Verão" (Jussara Silveira)                |                                          |
| Cassiano Paim                            | "Pra Rua me Levar" (Ana Carolina)                     |                                          |
| Verônica Bonfim                          | "O Caminho" (Bebel Gilberto)                          |                                          |
| Angelita Furtado                         | "Índia" (Roberto Carlos)                              |                                          |
| André Cavalcanti                         | "Dias Atrás" (CPM 22)                                 | Zona de risco                            |

### Semana 3 (30 de julho de 2005)
| Participante(s)                          | Música                                   | Resultado                                |
| Duelo – Menos votados na semana anterior | Duelo – Menos votados na semana anterior | Duelo – Menos votados na semana anterior |
| ---------------------------------------- | ---------------------------------------- | ---------------------------------------- |
| Cynthia Pampolha                         | "Menina Veneno" (Ritchie)                |                                          |
| André Cavalcanti                         | "Menina Veneno" (Ritchie)                | Eliminado                                |
| Apresentações individuais                |                                          |                                          |
| Itauana Ciribelli                        | "Human Nature" (Michael Jackson)         | Imunizada                                |
| Letícia de Oliveira                      | "Primeiros Erros" (Capital Inicial)      | Zona de risco                            |
| Tiago Gaspar                             | "Whisky a Go Go" (Roupa Nova)            |                                          |
| Shirle de Moraes                         | "Pro Dia Nascer Feliz" (Barão Vermelho)  |                                          |
| Fábio Souza                              | "Codinome Beija-Flor" (Cazuza)           |                                          |
| Angelita Furtado                         | "Caminhoneiro" (Roberto Carlos)          |                                          |
| Thales Junior                            | "Exagerado" (Cazuza)                     |                                          |
| Verônica Bonfim                          | "Me Chama" (Lobão)                       |                                          |
| Cassiano Paim                            | "Será" (Legião Urbana)                   | Zona de risco                            |
| Evelyn Castro                            | "Joga Fora no Lixo" (Sandra de Sá)       |                                          |
| Marcos Teixeira                          | "Tão Bem" (Lulu Santos)                  |                                          |
| Cynthia Pampolha                         | "Anjo" (Dalto)                           |                                          |

### Semana 4 (6 de agosto de 2005)
| Participante(s)                          | Música                                   | Resultado                                |
| Duelo – Menos votados na semana anterior | Duelo – Menos votados na semana anterior | Duelo – Menos votados na semana anterior |
| ---------------------------------------- | ---------------------------------------- | ---------------------------------------- |
| Cassiano Paim                            | "Desculpe, Babe" (Os Mutantes)           |                                          |
| Letícia de Oliveira                      | "Desculpe, Babe" (Os Mutantes)           | Eliminada                                |
| Apresentações individuais                |                                          |                                          |
| Evelyn Castro                            | "Aquele Abraço" (Gilberto Gil)           | Imunizada                                |
| Verônica Bonfim                          | "Falsa Baiana" (Geraldo Pereira)         | Zona de risco                            |
| Thales Junior                            | "Não Identificado" (Caetano Veloso)      |                                          |
| Cynthia Pampolha                         | "Marina" (Dorival Caymmi)                |                                          |
| Fábio Souza                              | "Como Dois e Dois" (Roberto Carlos)      |                                          |
| Itauana Ciribelli                        | "Banho de Lua" (Celly Campello)          |                                          |
| Marcos Teixeira                          | "Back in Bahia" (Gilberto Gil)           |                                          |
| Angelita Furtado                         | "Alegria, Alegria" (Caetano Veloso)      | Zona de risco                            |
| Tiago Gaspar                             | "Sua Estupidez" (Roberto Carlos)         |                                          |
| Shirle de Moraes                         | "Divino, Maravilhoso" (Gal Costa)        |                                          |
| Cassiano Paim                            | "Ando Meio Desligado" (Os Mutantes)      |                                          |

### Semana 5 (13 de agosto de 2005)
| Participante(s)                          | Música                                           | Resultado                                |
| Duelo – Menos votados na semana anterior | Duelo – Menos votados na semana anterior         | Duelo – Menos votados na semana anterior |
| ---------------------------------------- | ------------------------------------------------ | ---------------------------------------- |
| Verônica Bonfim                          | "Meu Velho, Meu Pai, Meu Amigo" (Roberto Carlos) |                                          |
| Angelita Furtado                         | "Meu Velho, Meu Pai, Meu Amigo" (Roberto Carlos) | Eliminada                                |
| Apresentações individuais                |                                                  |                                          |
| Shirle de Moraes                         | "Ovelha Negra" (Rita Lee)                        | Imunizada                                |
| Cassiano Paim                            | "Química" (Renato Russo)                         |                                          |
| Itauana Ciribelli                        | "O Xote das Meninas" (Luiz Gonzaga)              | Zona de risco                            |
| Tiago Gaspar                             | "Pais e Filhos" (Legião Urbana)                  |                                          |
| Cynthia Pampolha                         | "Eu Sou Free" (Sempre Livre)                     |                                          |
| Thales Junior                            | "Essa Tal Felicidade" (Tim Maia)                 |                                          |
| Evelyn Castro                            | "Como Nossos Pais (Elis Regina)                  |                                          |
| Fábio Souza                              | "Meu Pai" (Daniel)                               |                                          |
| Marcos Teixeira                          | "Marvin" (Titãs)                                 |                                          |
| Verônica Bonfim                          | "Comportamento Geral" (Gonzaguinha)              | Zona de risco                            |

### Semana 6 (20 de agosto de 2005)
| Participante(s)                          | Música                                   | Resultado                                |
| Duelo – Menos votados na semana anterior | Duelo – Menos votados na semana anterior | Duelo – Menos votados na semana anterior |
| ---------------------------------------- | ---------------------------------------- | ---------------------------------------- |
| Itauana Ciribelli                        | "Cadê Meu Amor?" (Zeca Pagodinho)        |                                          |
| Verônica Bonfim                          | "Cadê Meu Amor?" (Zeca Pagodinho)        | Eliminada                                |
| Apresentações individuais                |                                          |                                          |
| Evelyn Castro                            | "Gostava Tanto de Você (Tim Maia)        | Imunizada                                |
| Fábio Souza                              | "Penso em Ti" (Jorge Vercillo)           | Zona de risco                            |
| Shirle de Moraes                         | "Velha Roupa Colorida" (Belchior)        |                                          |
| Marcos Teixeira                          | "Do Seu Lado" (Jota Quest)               |                                          |
| Cynthia Pampolha                         | "Nada pra Mim" (Ana Carolina)            |                                          |
| Cassiano Paim                            | "Astronauta de Mármore" (Nenhum de Nós)  |                                          |
| Thales Junior                            | "Só Você (canção)" (Fábio Júnior)        | Zona de risco                            |
| Tiago Gaspar                             | "Abre a Janela" (Edson & Hudson)         |                                          |
| Itauana Ciribelli                        | "A Lenda" (Sandy & Junior)               |                                          |

### Semana 7 (27 de agosto de 2005)
| Participante(s)                          | Música                                      | Resultado                                |
| Duelo – Menos votados na semana anterior | Duelo – Menos votados na semana anterior    | Duelo – Menos votados na semana anterior |
| ---------------------------------------- | ------------------------------------------- | ---------------------------------------- |
| Fábio Souza                              | "Os Amantes" (Hugo & Tiago)                 |                                          |
| Thales Junior                            | "Os Amantes" (Hugo & Tiago)                 | Eliminado                                |
| Apresentações individuais                |                                             |                                          |
| Marcos Teixeira                          | "Tudo que Vai" (Capital Inicial)            | Imunizado                                |
| Cynthia Pampolha                         | "Pra Te Esquecer" (Banda Calypso)           | Zona de risco                            |
| Tiago Gaspar                             | "Fogão de Lenha" (Chitãozinho & Xororó)     | Zona de risco                            |
| Itauana Ciribelli                        | "Meu Bem" (Jair Oliveira)                   |                                          |
| Cassiano Paim                            | "Toda Forma de Amor" (Lulu Santos)          |                                          |
| Evelyn Castro                            | "Um Dia de Domingo (Tim Maia)               |                                          |
| Shirle de Moraes                         | "E.C.T." (Cássia Eller)                     |                                          |
| Fábio Souza                              | "Meu Mundo e Nada Mais" (Guilherme Arantes) |                                          |

### Semana 8 (3 de setembro de 2005)
| Participante(s)                          | Música                                       | Resultado                                |
| Duelo – Menos votados na semana anterior | Duelo – Menos votados na semana anterior     | Duelo – Menos votados na semana anterior |
| ---------------------------------------- | -------------------------------------------- | ---------------------------------------- |
| Cynthia Pampolha                         | "Oito Segundos" (Hugo & Tiago)               |                                          |
| Tiago Gaspar                             | "Oito Segundos" (Hugo & Tiago)               | Eliminado                                |
| Apresentações individuais                |                                              |                                          |
| Cassiano Paim                            | "Meu Erro" (Os Paralamas do Sucesso)         | Imunizado                                |
| Marcos Teixeira                          | "Você Chegou" (LS Jack)                      |                                          |
| Shirle de Moraes                         | "Uma Louca Tempestade" (Ana Carolina)        |                                          |
| Fábio Souza                              | "Pra Sempre Vou te Amar" (Robinson Monteiro) |                                          |
| Itauana Ciribelli                        | "Se Uma Estrela Aparecer" (Lucinha Lins)     | Zona de risco                            |
| Evelyn Castro                            | "Lilás (Djavan)                              |                                          |
| Cynthia Pampolha                         | "Mais um Lance" (Companhia do Calypso)       | Zona de risco                            |

### Semana 9 (10 de setembro de 2005)
| Participante(s)                          | Música                                   | Resultado                                |
| Duelo – Menos votados na semana anterior | Duelo – Menos votados na semana anterior | Duelo – Menos votados na semana anterior |
| ---------------------------------------- | ---------------------------------------- | ---------------------------------------- |
| Cynthia Pampolha                         | "Flor do Reggae" (Ivete Sangalo)         |                                          |
| Itauana Ciribelli                        | "Flor do Reggae" (Ivete Sangalo)         | Eliminada                                |
| Apresentações individuais                |                                          |                                          |
| Fábio Souza                              | "Aguenta Coração" (José Augusto)         |                                          |
| Marcos Teixeira                          | "Daqui pra Frente" (Roberto Carlos)      | Eliminado                                |
| Evelyn Castro                            | "Soul de Verão" (Sandra de Sá)           |                                          |
| Shirle de Moraes                         | "Só Tinha de Ser Com Você" (Tom Jobim)   |                                          |
| Cassiano Paim                            | "Gita" (Raul Seixas)                     | Eliminado                                |
| Cynthia Pampolha                         | "Vivendo de Solidão" (Limão com Mel)     | Eliminada                                |

### Semana 10: Final (17 de setembro de 2005)
| Participante(s)  | Música                                            | Resultado |
| ---------------- | ------------------------------------------------- | --------- |
| Evelyn Castro    | "Canta Brasil" (Gal Costa)                        | 2º lugar  |
| Fábio Souza      | "Volta pra Mim" (Roupa Nova)                      | Vencedor  |
| Shirle de Moraes | "As Curvas da Estrada de Santos" (Roberto Carlos) | 3º lugar  |

## Audiência
A temporada derrubou em metade a audiência das anteriores – que atingia números entre 16 e 22 pontos – ficando constantemente em segundo lugar, atrás do Programa Raul Gil, na RecordTV, e chegando a marcar apenas 9 pontos, recorde negativo de todas as edições.